# Halicella halona
Halicella halona är en kräftdjursart. Halicella halona ingår i släktet Halicella och familjen Pardaliscidae. Inga underarter finns listade i Catalogue of Life.